# Правда (Мінська область)
Правда (біл. вёска Праўда) — село в складі Червенського району Мінської області, Білорусь. Село підпорядковане Руднянській сільській раді, розташоване в центральній частині області.